# Список заслуженных штурманов СССР
В настоящем списке представлены заслуженные штурманы СССР, получившие это почётное звание. Список содержит информацию о годе присвоения звания. 

## 1966—1969 годы

### 1966
- Аруцян, Оганес Михайлович (1925)
- Кириллов, Евдоким Матвеевич (1918—?)
- Костенко, Николай Фёдорович (штурман) (1919—1980)
- Нагорнов, Сергей Иванович (1920—1981)
- Степаненко, Алексей Данилович (1922)

### 1967
- Акимов, Виктор Иванович (штурман)
- Аккуратов, Валентин Иванович (1909—1993)
- Клибт, Хвим Борухович
- Костенко, Виктор Давыдович
- Мотренко, Степан Семенович
- Новиков, Леонид Андреевич
- Носов, Николай Филиппович
- Пименов, Николай Алексеевич
- Цетлин, Юрий Маркович

### 1968
- Дубовицкий, Алексей Гаврилович
- Курило, Михаил Харитонович
- Морозов, Дмитрий Николаевич (штурман)
- Никитенко, Василий Иванович
- Рубин, Александр Борисович
- Рудич, Валериан Трофимович
- Сухаревский, Константин Яковлевич
- Ширинян, Георгий Оганесович
- Шубин, Анатолий Фролович

## Петр Васильевич
- , Роман Борисович
- Волосников, Николай Иванович
- Касьяненко, Николай Михайлович
- Таскаев, Александр Никандрович
- Федеряев, Николай Павлович
- Халтурин, Пётр Семёнович
- Хлибецкий, Владимир Кириллович
- Шелуненко, Василий Кириллович

## 1970—1979 годы

### 1970
- Долматов, Михаил Александрович
- Керабаза, Пётр Петрович
- Коробко, Григорий Иванович
- Кривуля, Алексей Порфирьевич
- Курилов, Борис Ильич
- Родькин, Борис Константинович
- Шатило, Валентин Мечиславович

### 1971
- Ермолаев, Георгий Михайлович
- Здор, Николай Николаевич
- Матюшкин, Борис Александрович
- Москалёв, Александр Фёдорович
- Нигметов, Хатип
- Чудинов, Георгий Степанович

### 1972
- Ваганов, Дмитрий Васильевич
- Губанов, Анатолий Васильевич
- Кулаков, Василий Пантелеймонович
- Макушев, Иван Гаврилович
- Новокрещенов, Константин Иванович
- Скибин, Иван Фёдорович

### 1973
- Глазов, Анатолий Леонидович
- Гороховский, Николай Станиславович
- Каменский, Виктор Иванович
- Котко, Владимир Петрович
- Крят, Василий Константинович
- Лесной, Константин Демидович
- Назыров, Рашид Мингажетдинович
- Силин, Николай Иванович
- Тимонкин, Валентин Васильевич
- Трошкин, Василий Сергеевич
- Шитилов, Иван Тимофеевич
- Шурупий, Андрей Дмитриевич

### 1974
- Арестов, Николай Ефимович
- Белов, Александр Николаевич (штурман)
- Калинин, Алексей Сергеевич
- Кальной, Дмитрий Кондратьевич
- Наумов, Александр Николаевич (штурман)
- Рожковский, Анатолий Викторович
- Слепцов, Андрей Емельянович
- Шишов, Владимир Васильевич

### 1975
- Дуюн, Павел Петрович
- Каменский, Николай Иванович
- Киселёв, Виталий Филиппович
- Плаксин, Владимир Степанович
- Сайгак, Евгений Петрович
- Смирнов, Николай Александрович (штурман)
- Старинский, Василий Семёнович
- Эпишко, Евгений Сергеевич

### 1976
- Авдеев, Григорий Васильевич
- Ежов, Евгений Петрович
- Коваленко, Василий Трофимович
- Павлов, Евгений Павлович
- Рублёв, Юрий Иванович

### 1977
- Глотин, Николай Михайлович
- Ердяков, Сергей Николаевич
- Ерохин, Владимир Михайлович
- Крыжановский, Валентин Павлович
- Орешников, Юрий Васильевич

### 1978
- Басанский, Алексей Минович
- Бердинских, Анатолий Николаевич
- Галлиев, Николай Митрофанович
- Ильчук, Лев Викторович
- Кудинов, Николай Прокопьевич

### 1979
- Ванин, Валерий Иванович (штурман)
- Зайцев, Михаил Алексеевич (штурман)
- Кузьмин, Николай Александрович
- Лутфитдинов, Рахимджан
- Мельников, Николай Николаевич (штурман)
- Черныщук, Иван Михайлович

## 1980—1988 годы

### 1980
- Кравчук, Пётр Алексеевич
- Кудрявцев, Геннадий Васильевич
- Малыхин, Василий Данилович
- Удалов, Валентин Арсеньевич

### 1981
- Бабенко, Александр Иванович
- Разумовский, Борис Максимович

### 1982
- Гуля, Леонид Сергеевич
- Полуянчик, Николай Константинович

### 1983
- Агоев, Борис Гидович
- Белов, Владимир Сергеевич (штурман)
- Калмыков, Анатолий Александрович
- Курилов, Юрий Николаевич
- Смирнов, Павел Иванович
- Тятин, Вячеслав Алексеевич
- Успенский, Леонид Борисович

### 1984
- Гончаренко, Валентин Дмитриевич
- Леонид Демидович Лагун
- Назмутдинов, Ильдус Габайдуллович
- Чичебая, Борис Макарович

### 1985
- Банбан, Николай Кузьмич
- Лебдин, Виктор Фёдорович
- Сдержиков, Владимир Никифорович
- Сергеев, Анатолий Давыдович
- Тарасов, Юрий Васильевич

### 1986
- Горохов, Владимир Васильевич (штурман)
- Дурноян, Арут Матвеевич
- Крайсвитный, Василий Васильевич
- Малышкин, Юрий Андреевич
- Черныш, Анатолий Николаевич

### 1987
- Гриневич, Альберт Станиславович
- Косухин, Виктор Иванович
- Левченко, Иван Павлович
- Панкратов, Анатолий Петрович
- Сагатов, Раис Рашатович
- Симонов, Юрий Леонидович
- Сотников, Анатолий Алексеевич

### 1988
- Большаков, Анатолий Павлович
- Вершигора, Виктор Андреевич
- Дунаев, Геннадий Николаевич
- Исписиани, Гиви Диамидович
- Коваленко, Алим Юрьевич
- Масленцов, Геннадий Петрович
- Морозов, Владимир Васильевич (штурман)
- Сорокин, Юрий Георгиевич